# Congolesi in Italia
I Congolesi in Italia includono i migranti dalla Repubblica Democratica del Congo (Kinshasa) e dalla Repubblica del Congo (Brazzaville), e i loro discendenti, che vivono in Italia. La presenza di congolesi in Italia è attestata dagli anni '80.
Nel 2014 c'erano 7.066 migranti regolari dal Congo Democratico e dalla Repubblica del Congo in Italia. Nel 2006 erano 6.167. Le tre città con la maggior concentrazione di congolesi in Italia sono Roma, Torino e Padova.